# Xã Pickford, Michigan
Xã Pickford (tiếng Anh: Pickford Township) là một xã thuộc quận Chippewa, tiểu bang Michigan, Hoa Kỳ. Năm 2010, dân số của xã này là 1.595 người.